# أدريان-هنري دو جوسيو

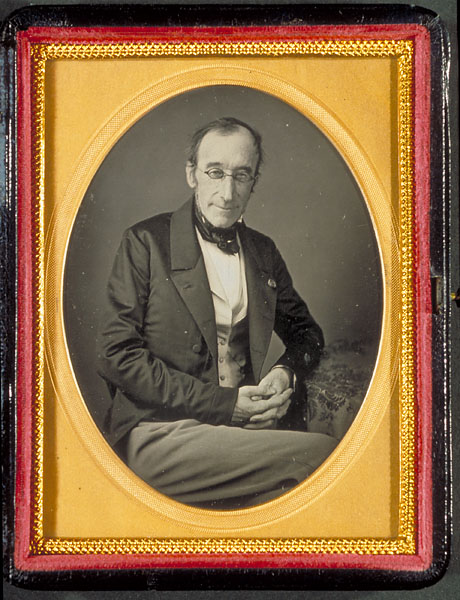
داجيرية لأدريان-هنري دو جوسيو, 1851

أدريان-هنري دو جوسيو (1797-1853) (بالإنجليزية: Adrien-Henri de Jussieu)‏ هو عالم نبات فرنسي. وهو ابن عالم النبات أنطوان لوران دو جوسيو.

## روابط خارجية
- أدريان-هنري دو جوسيو على موقع الموسوعة البريطانية (الإنجليزية)